# Ippolito D'Aste
Ippolito D'Aste (Recco, 1810 – Genova, 13 settembre 1866) è stato uno scrittore e drammaturgo italiano.

## Biografia

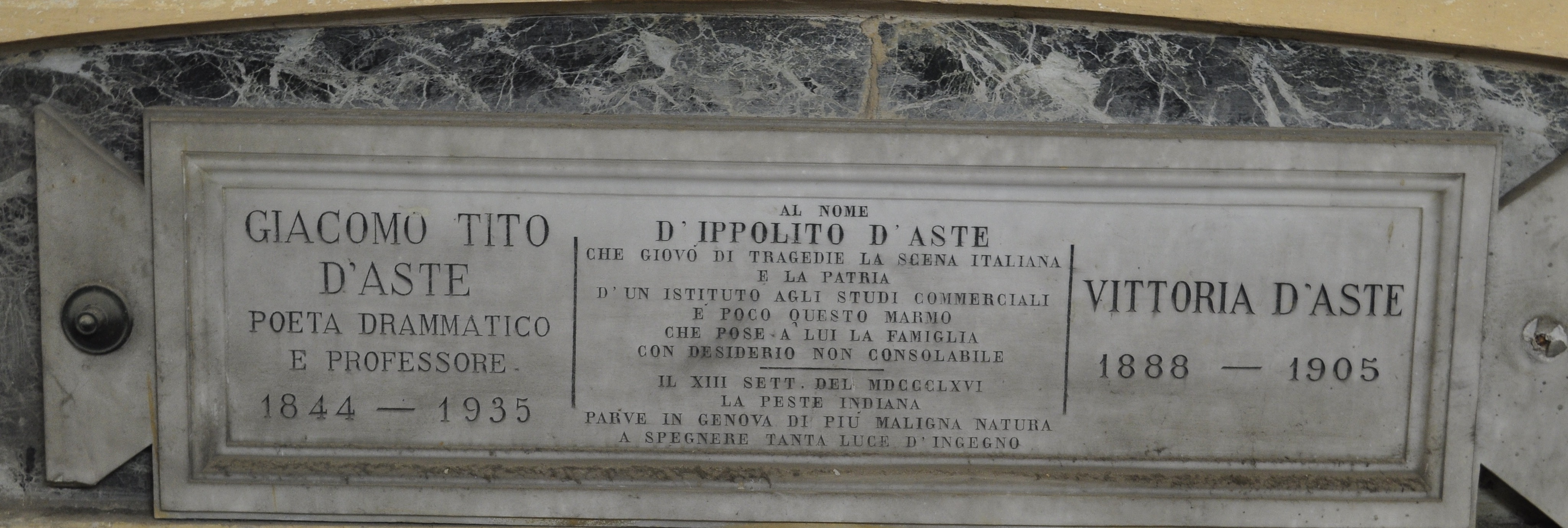
Tomba della famiglia d'Aste, cimitero monumentale di Staglieno

Figlio del dottor Giacomo Filippo D'Aste e di Margherita Rughi, Ippolito Nino venne battezzato il giorno 14 dicembre 1810 nella parrocchia di Recco con il nome di Ippolito Giuseppe Benedetto. Nacque in realtà il giorno 11 aprile 1809 e viene battezzato privatamente in un primo momento grazie a una dispensa in una casa di amici del padre, vicino alla chiesa di San Giorgio a Genova, così come riporta l'atto tuttora esistente a Recco.
Di schieramento liberal-democratico e amico del poeta genovese Gian Carlo Di Negro, fu insegnante calligrafo presso la scuola di lingua, geografia, aritmetica e disegno di Genova. Collaboratore del giornale genovese L'Espero, partecipò e collaborò alle celebrazioni per le riforme del pontefice Pio IX e del re Carlo Alberto di Savoia tra il 1846 e il 1847.
Come autore e scrittore drammaturgo compose diverse opere liriche e pièces teatrali comiche e drammatiche, queste ultime d'impronta nettamente filo patriottiche e verso il modello di Vittorio Alfieri. Tra le sue opere si ricordano le tragedie Sansone (1861), Spartaco (1863) e Mosè (1866); nel 1840 realizzò inoltre un modello di calligrafia per l'attività scolastica.
Morì a Genova il 13 settembre 1866 durante un'epidemia di colera ("peste asiatica" nella definizione corrente dell'epoca).
A Ippolito D'Aste è intitolata la biblioteca comunale di Recco, nel Genovesato, e una via della cittadina natia ligure. Anche suo figlio, Ippolito Tito (1844-1935), prolifico commediografo e drammaturgo, ne seguì le orme letterarie.